# 芋生ダスティ
芋生 ダスティ（いもう ダスティ、Dusty Imoo 1970年7月18日　- ）は、カナダ連邦ブリティッシュコロンビア州ニューウエストミンスター出身の元アイスホッケー選手。ポジションはゴールテンダー。

## 経歴
日系人の父とカナダ人の母の間に生まれた。WHLでプレーした後、ECHL、IHLのチームを転々とした。
長野オリンピック前に日本代表入りするため、、1994年に来日。
1997年12月に帰化が認められ、1998年1月17日に長野オリンピックの日本代表に選出された（同時に帰化した7人のうち、6人が代表に選出されている）。
1994-95年シーズンより、西武鉄道アイスホッケー部に加入、第30回（1994/95）、第31回（1995/96）、第34回（1999/2000）の日本アイスホッケーリーグの優勝に貢献した。
2002-03年シーズンを最後に西武鉄道がチームを解散した後は、王子イーグルスに加入した。
長野オリンピックでは3試合に出場、予選リーグのフランス戦では第3ピリオド18分28秒まで2-3と接戦を演じ、フランスが1人退場しパワープレーチャンスとなったところでチームは芋生を下げて6人攻撃での同点を狙ったが逆に2失点2-5で敗れた。NHL選手も含むベラルーシ戦では固い守りを見せて2-2の引き分け、13位14位決定戦となったオーストリア戦では3-3からシュートアウトの末3-2で勝利し、インスブルックオリンピック以来22年ぶりの勝利に貢献した。

## 主な受賞
- 日本アイスホッケーリーグ最優秀選手（1999/2000）
- 日本アイスホッケーリーグベスト6（1994/95, 1999/2000）[7]